# Susan Jeune
Pour les articles homonymes, voir Jeune, Stewart et Mackenzie.
Susan Jeune, baronne de St Helier, née Stewart-Mackenzie le 18 mai 1845 à Munich et morte le 25 janvier 1931 est une conseillère au London County Council et l'épouse de Francis Jeune, premier baron St Helier. Célèbre pour ses réceptions mondaines, elle a donné son nom au domaine St. Helier à Londres.

## Biographie
Susan Mary Elizabeth Stewart-Mackenzie est la fille de Keith William Stewart-Mackenzie, de Brahan Castle dans les Highlands du nord de l'Écosse, et de Hannah Charlotte (née Hope-Vere).

## Carrière politique
Lady St Helier est alderman du London County Council de 1910 à 1927. Elle est élevée au titre de Commandeur de Ordre de l'Empire britannique (CBE) en 1920 et à celui de  Dame Commandeur de Ordre de l'Empire britannique(DBE) en 1925.
Elle a joué indirectement un grand rôle dans la vie politique de son pays en permettant la rencontre décisive, dans un de ses dîners mondains, entre Winston Churchill et Clementine, dont elle était la grand-tante, en 1908.

## Représentation fictive
Lady St Helier apparaît comme personnage de la comédie musicale canadienne Billy Bishop Goes to War.  